# Oskar Fischer

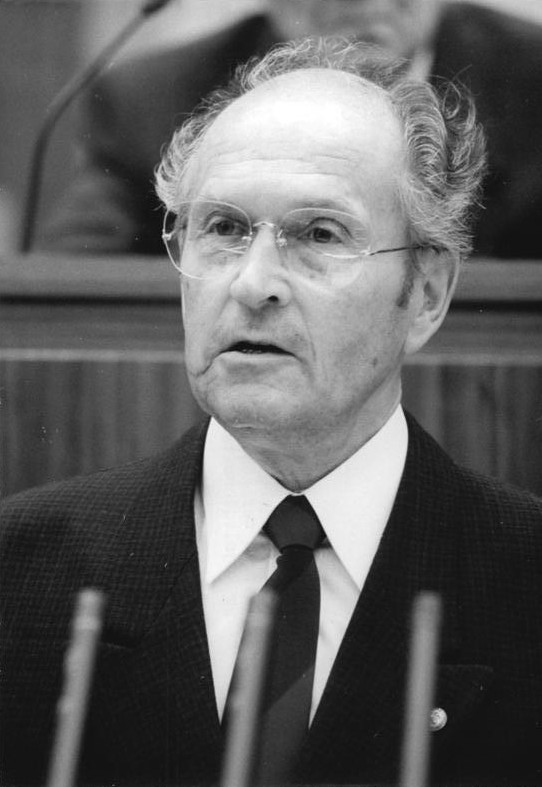
Oskar Fischer (1989)

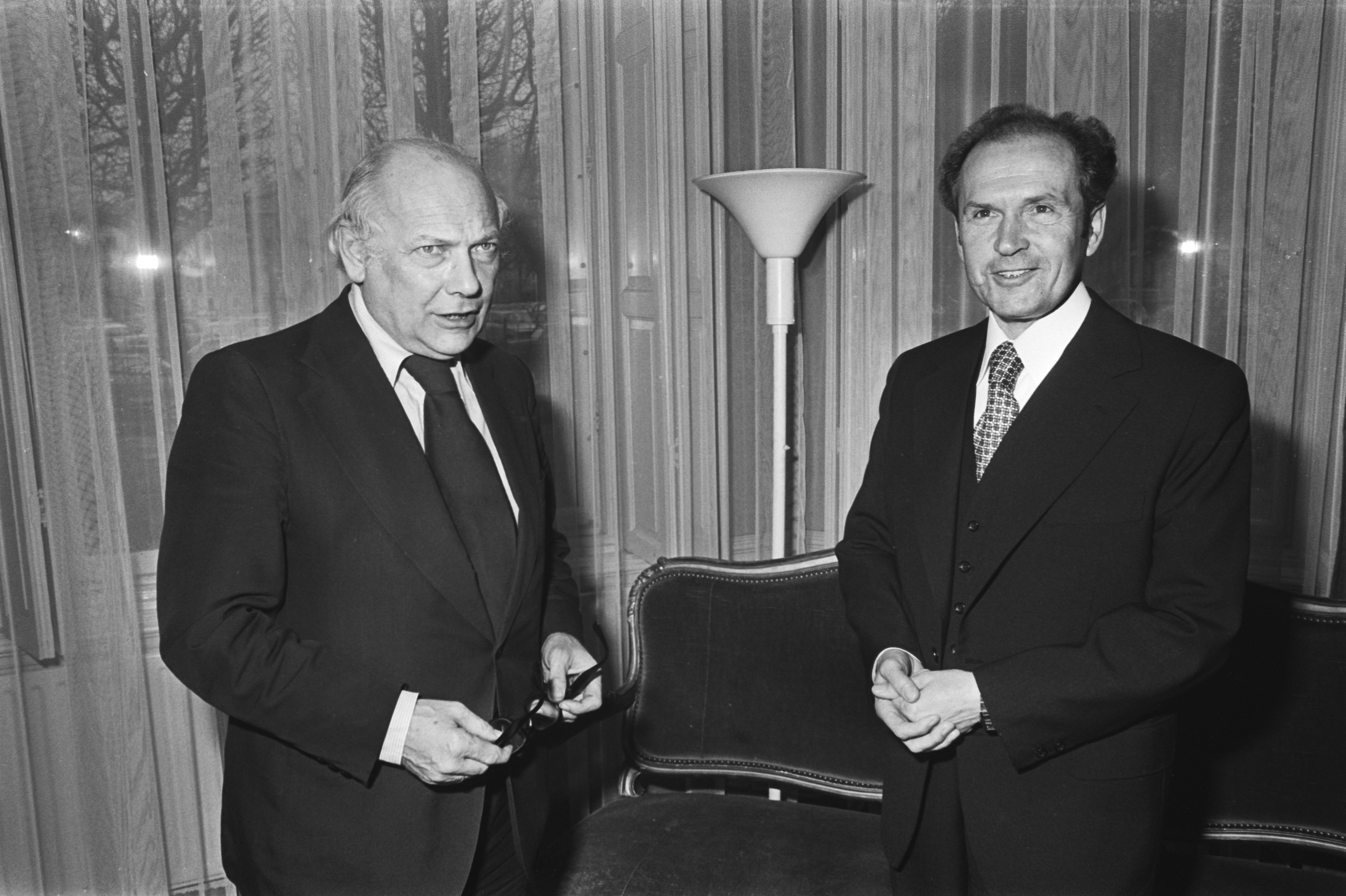
Oskar Fischer (rechts) mit dem niederländischen Ministerpräsidenten Joop den Uyl, 1977

Oskar Fischer (* 19. März 1923 in Asch, Tschechoslowakei; † 2. April 2020 in Berlin) war ein deutscher Politiker (SED). Er war von 1975 bis 1990 Minister für Auswärtige Angelegenheiten der DDR.

## Leben
Fischer, Sohn eines Arbeiters, absolvierte von 1937 bis 1940 eine Ausbildung als Schneider, leistete danach im Zweiten Weltkrieg Dienst bei der Wehrmacht und war von 1944 bis 1946 in sowjetischer Kriegsgefangenschaft.
Nach seiner Rückkehr nach Deutschland trat er der FDJ und der SED bei und war zunächst Funktionär des FDJ-Kreisverbandes Spremberg und des FDJ-Landesverbandes Brandenburg. Nach den Landtagswahlen in der DDR 1950 war er bis 1951 Abgeordneter im Brandenburgischen Landtag und Vorsitzender des Ausschusses für Jugend, Kultur und Volksbildung. Von 1951 bis 1952 war er Sekretär des Zentralrates der FDJ und Sekretär des Weltbundes der Demokratischen Jugend, seit 1952 außerdem Mitglied des Weltjugendrates.
Von 1955 bis 1959 war Fischer Botschafter der DDR in Bulgarien, danach Sektorenleiter beim Zentralkomitee der SED. Von 1962 bis 1965 studierte er an der Parteihochschule der KPdSU in Moskau (Diplom-Gesellschaftswissenschaftler). Danach war er stellvertretender Minister, Staatssekretär und von 1975 bis 1990 als Nachfolger von Otto Winzer Minister für Auswärtige Angelegenheiten. Außerdem war er von 1971 bis 1989 Mitglied des Zentralkomitees der SED und von 1976 bis 1990 Abgeordneter der Volkskammer. 1973 erhielt Fischer den Vaterländischen Verdienstorden, 1979 die Ehrenspange zum Vaterländischen Verdienstorden in Gold und 1983 den Karl-Marx-Orden. Er behielt das Amt des Ministers für Auswärtige Angelegenheiten auch noch in der Regierung Modrow. Anschließend zog sich der damals 67-Jährige zunächst ein Jahrzehnt lang vollständig ins Privatleben zurück; Interviewanfragen lehnte er ab.
Im Jahr 2000 wurde Fischer von der damaligen PDS-Chefin Gabi Zimmer in den Ältestenrat der PDS berufen. Vor der Bundestagswahl 2002 beteiligte er sich an einem Wahlaufruf der PDS.
Er starb am 2. April 2020 zwei Wochen nach seinem 97. Geburtstag in Berlin.

## Veröffentlichungen
- Die Hauptaufgaben der Leninschen Außenpolitik und ihre Verwirklichung durch das ZK der KPdSU, Berlin 1973.
- Dringendste Aufgabe: Gefahr eines Nuklearkrieges bannen. Standpunkt der DDR auf UNO-Sondertagung. Grundsatzerklärung, Dresden 1982.
- Die militärische Konfrontation in Europa verringern – die Beziehungen zwischen den Staaten politisch wieder berechenbar machen. Standpunkt der DDR auf der Stockholmer Konferenz. Grundsatzerklärung von Oskar Fischer über die DDR-Friedenspolitik, Dresden 1984.
- Rede des Ministers für Auswärtige Angelegenheiten der Deutschen Demokratischen Republik, Oskar Fischer, vor der Plenartagung des Wiener KSZE-Folgetreffens, Berlin 1987.